# Židovský národní fond

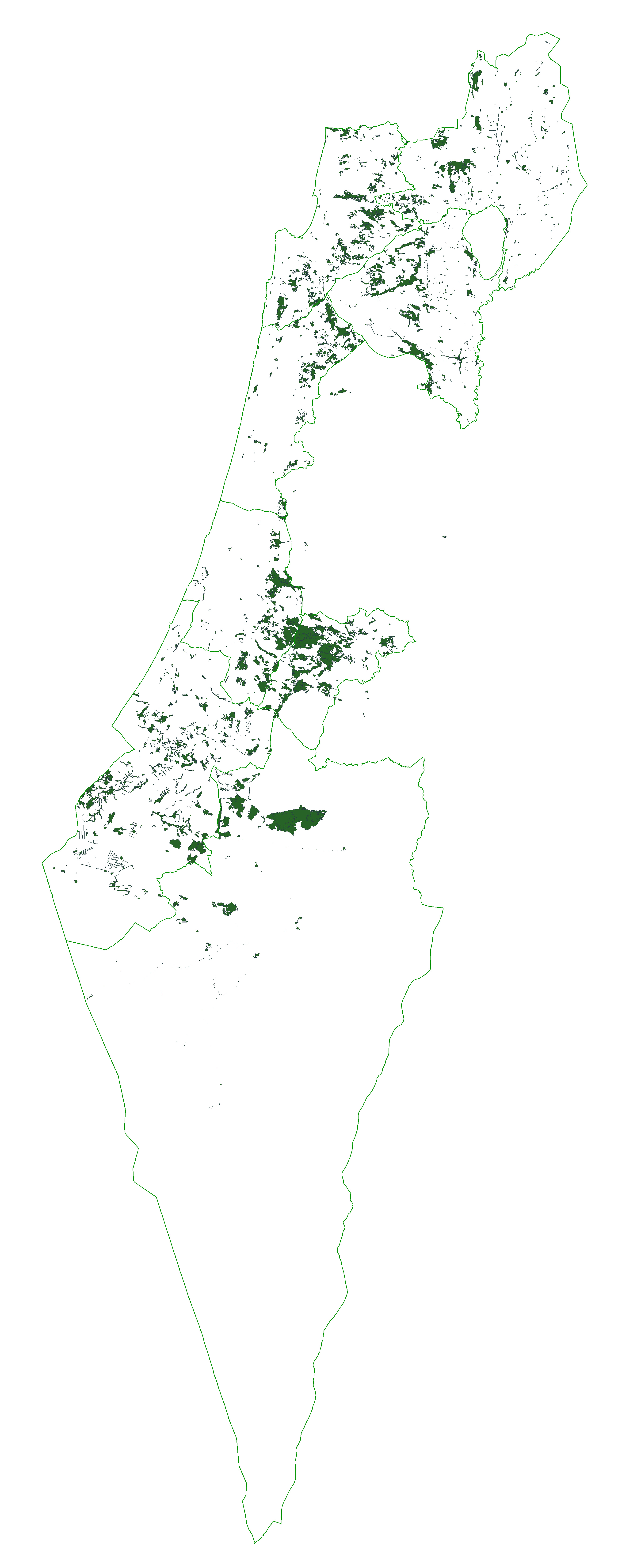
Mapa vysázených lesů v Izraeli od ŽNF.

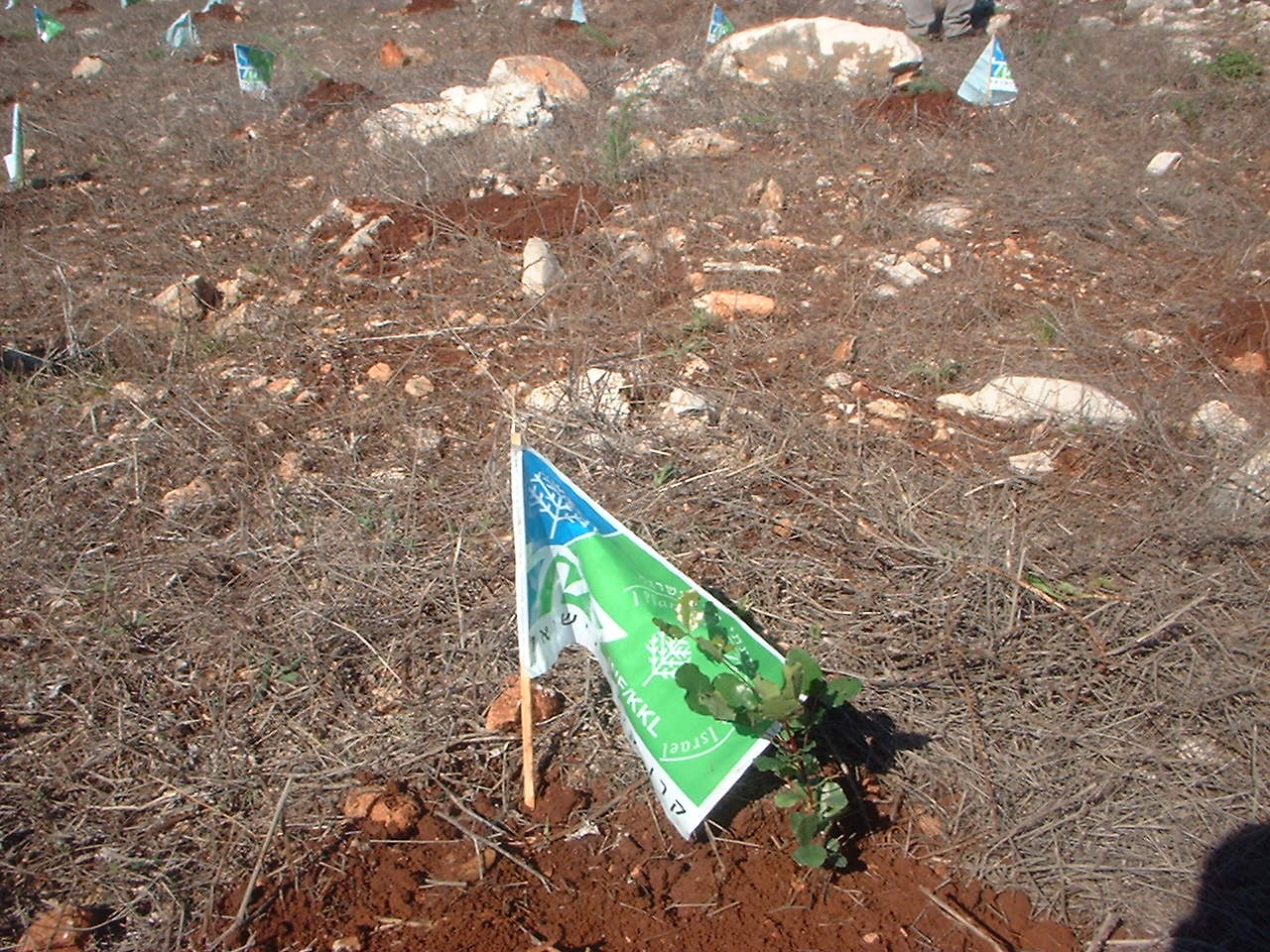
Strom nedávno vysazený ŽNF.

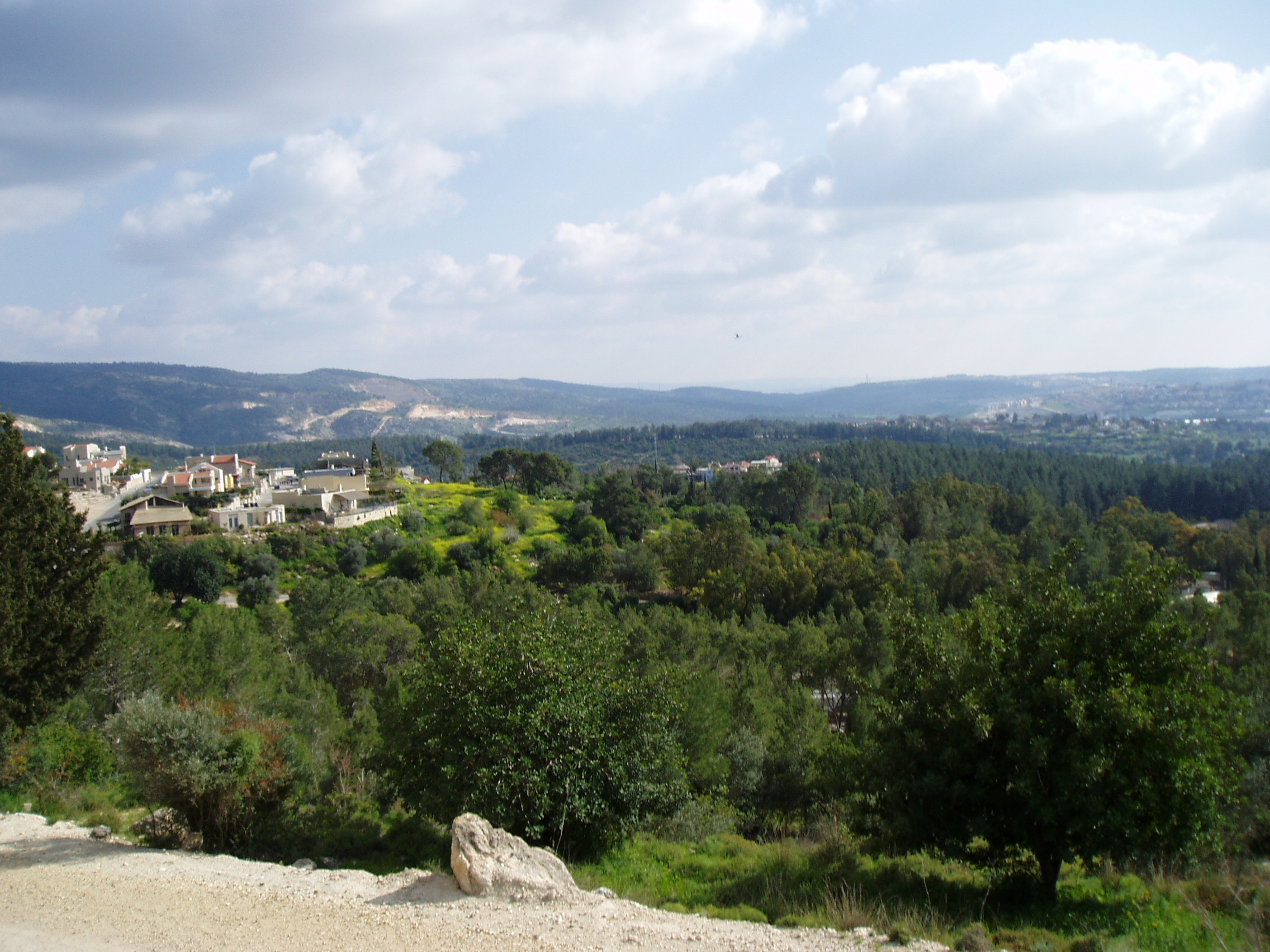
Ešta'olský les, vysazený ŽNF.

Židovský národní fond, zkráceně ŽNF (hebrejsky קרן קימת לישראל‎, Keren kajemet le-Jisra'el, zkráceně KKL; anglicky Jewish National Fund, zkráceně JNF; někdy souhrnně zkracováno jako KKL-JNF), je fond založený 10. ledna 1901 (19. tevetu 5661) za účelem vykupování půdy v Palestině (později v Izraeli) pro židovské osídlení (jišuv). ŽNF je nezisková společnost vlastněná Světovou sionistickou organizací. V roce 2007 vlastnil ŽNF 13 % celkové rozlohy Státu Izrael. Mimo vykupování půdy se ŽNF zaměřuje rovněž na vysazování stromů a zalesňování, kterých od svého založení do roku 2001 vysadil přes 240 milionů. Mezi jeho další činnosti patří zemědělské projekty, včetně zavodňování, dále výstavba silnic, škol, atp. K roku 2001 vystavěl 200 přehrad a vodních nádrží a založil přes tisíc parků.
Podle základního zákona Země Izrael, schváleného Knesetem v roce 1960, nemohou být pozemky ŽNF prodány a mohou být pouze pronajaty, a to maximálně na dobu 49 let.

## Historie

### Počátky

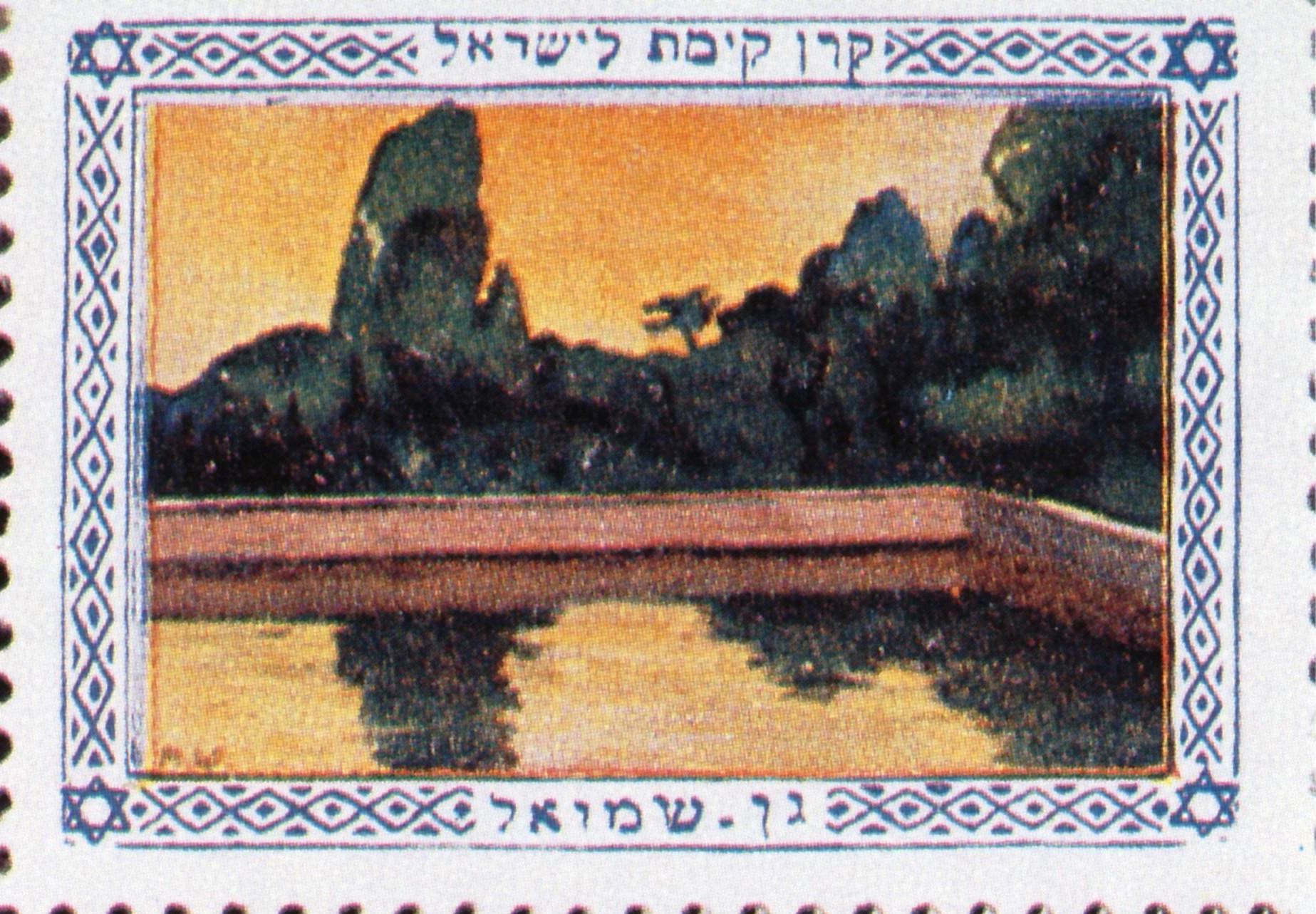
Poštovní známka vydaná Židovským národním fondem v roce 1915 znázorňuje starý bazén v kibucu Gan Šmuel.

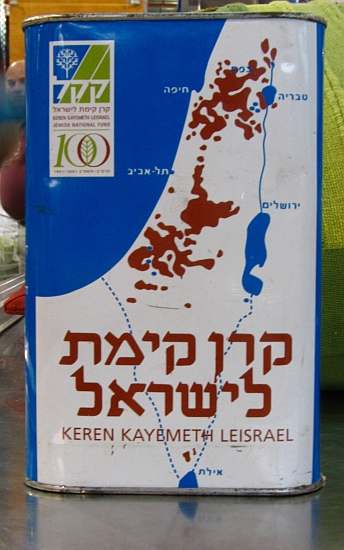
Pokladnička Židovského národního fondu se v rozličných provedeních stala neodmyslitelným symbolem sionistického úsilí v Palestině a Izraeli a rovněž tak ŽNF samotného. Tato byla vyrobena k stému výročí založení ŽNF.

Židovský národní fond byl založen v roce 1901 na pátém Světovém sionistickém kongresu ve švýcarské Basileji na základě návrhu německého židovského matematika Cvi Hermanna Šapiry podporovaného Theodorem Herzlem. Význam hebrejského názvu ŽNF (Keren kajemet le-Jisra'el) pochází z talmudického výroku o dobrých skutcích: „z jejichž ovoce člověk jí na tomto světě, ale jejichž základ zůstává [ha-keren kajemet] na světě, který přijde.“ Podle Kruppa „všichni průkopníci sionismu, jako Moses Hess, Juda Alkalaj, Cvi Hirsch Kalischer a Leon Pinsker, totiž myšlenku sionismu spojovali s uskutečněním sociálních přikázání starých židovských zákonů. A Židovský národní fond měl tyto ideály převést do praxe.“
| „                                                          | Židovský národní fond bude věčným vlastnictvím židovského národa. Jeho prostředky budou používány výhradně k opatřování půdy v Palestině a Sýrii. | “ |
| — prohlášení pátého Světového sionistického kongresu, 1901 | |   |

Zřízení ŽNF znamenalo počátek podpory výkupu pozemků pro židovský lid, ale i zalesňovacího úsilí ze strany židovské diaspory. V roce 1909 sehrál ŽNF klíčovou roli při založení Tel Avivu. Neodmyslitelnou součástí podpory ŽNF a sbírek se staly Modré krabice, malé modré plechové pokladničky (známé v jidiš jako puške). Ty jsou s ŽNF spjaty prakticky od jejího počátku a v meziválečném období (mezi první a druhou světovou válkou) se jich v domácnostech po celém světě nacházelo zhruba milion. Od roku 1902 až do konce 40. let prodával ŽNF vlastní poštovní známky, aby tak výtěžkem z prodeje získal peníze na nákup půdy a zalesňování. Během krátkého období v květnu 1948 byly poštovní známky ŽNF používány jako poštovní známky při přechodu z palestinských na izraelské.
První parcelu o rozloze 200 dunamů (18 hektarů), východně od Chadery, daroval ŽNF v roce 1903 ruský sionistický vůdce Isaac Leib Golberg z Vilniusu (na tomto pozemku později vyrostl olivový háj). První zakoupenou půdou byly parcely pořízené v roce 1904 v Galileji (o dvacet let později zde vyrostl kibuc Kfar Chitim, doslova „Vesnice zrna“). V roce 1921 dosáhla rozloha pozemků vlastněných ŽNF celkem 100 km2 a o šest let později to bylo již 200 km2. Ke konci roku 1935 vlastnil ŽNF celkem 362 km2 pozemků, na nichž rozkládalo na 108 židovských sídel. V roce 1939 žilo na pozemcích ŽNF 10 % židovské populace mandátní Palestiny. V době, kdy zanikl britský mandát vlastnil ŽNF již 936 km2. V roce 1948 vlastnil ŽNF 54 % území ovládaného Židy, nebo jinak řečeno, o něco méně než 4 % tehdejší Palestiny. V letech 1923–1941 fondu předsedal Menachem Usiškin. Výměra pozemků kontrolovaných Židovským národním fondem během jeho předsednictví vzrostla z 22 000 na 561 000 dunamů (z 22 na 561 kilometrů čtverečních).
Kromě výkupu pozemků pro osidlovací účely se fond zabýval i zalesňovacími pracemi. Zalesňovací úsilí započalo v roce 1928, kdy začaly být vysazovány první lesy, a to Balfourův a Mišmar ha-Emek. V 50. letech probíhalo velké zalesňování v horní Galileji a v okolí Jeruzaléma byl založen les Mučedníků, který je památníkem obětem holocaustu. Na výkupech pozemků, jejich osidlování, popřípadě zalesňování se od 30. let 20. století podílel ve funkci předáka ŽNF Josef Weitz, který v těchto aktivitách pokračoval v po vzniku státu. Šlo například o vysušení Chulského jezera. V roce 1966 na Weitzovo naléhání začala výsadba lesa Jatir, který byl situován na pomezí Hebronských hor a pouště Negev. Projekt zalesnění pouštní krajiny byl tehdy provázen pochybami. Po půlstoletí ale vědci prokázali, že jatirský les výrazně změnil klima a kvalitu ovzduší v tomto regionu.
Již od počátků ŽNF bylo jeho politikou půdu raději dlouhodobě pronajímat, nežli prodávat. V chartě ŽNF je uvedeno: „Od prvních nákupů pozemků v Erec Jisra'el počátkem 20. století pro židovský lid a jménem židovského lidu, sloužil ŽNF jako správce půdy židovského lidu; zahájil a zmapoval rozvojové práce, které umožní židovskému osídlení od hranic na severu až po hranici s pouští a Aravu na jihu.“

#### Modrá krabice

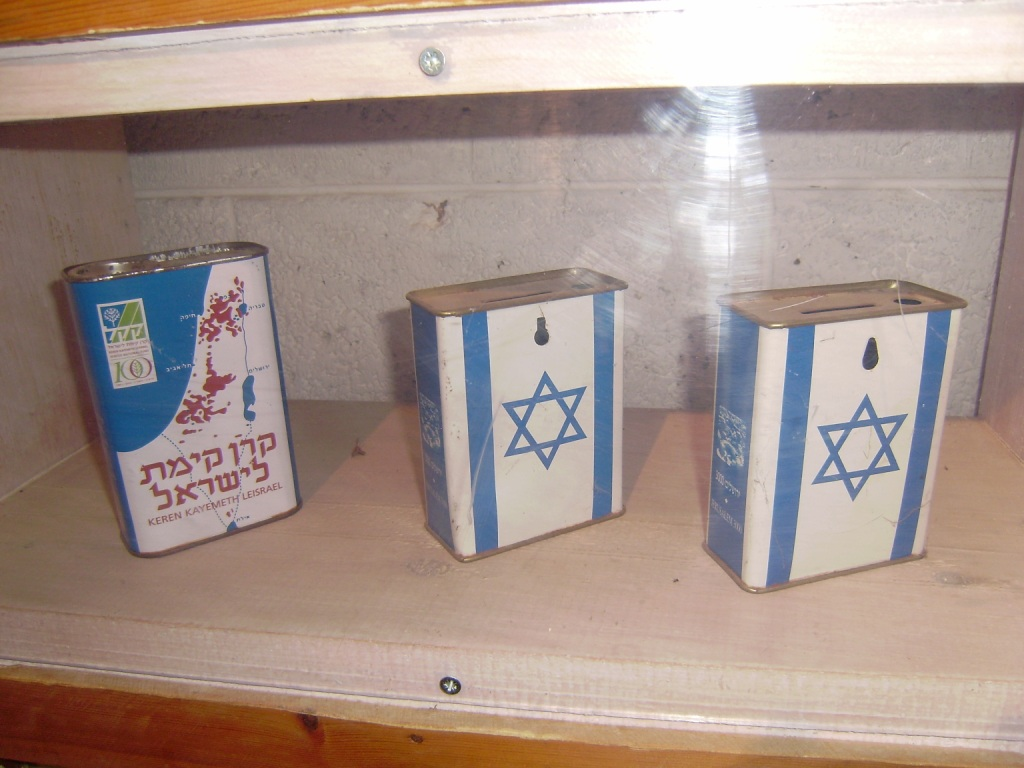
Pokladničky měly různý vzhled.

Modré pokladničky pro dary byly ŽNF distribuovány téměř od jejího počátku. Umisťovaly se do obchodů, úřadů, předsíní synagog i soukromých domů. Díky svému velkému rozšíření se staly jedním z nejznámějších symbolů sionismu.
Nápad s pokladničkou vznikl u bankovního úředníka Chajima Kleinmana z Nadvorné v Haliči (dnešní Ukrajina), který ve své kanceláři umístil modrou krabičku s nápisem „Keren le'umit“ a navrhl, aby byla podobná pokladnička distribuována ŽNF. První masově vyráběné pokladničky byly poprvé distribuovány v roce 1904. Kleinman navštívil mandátní Palestinu ve 30. letech a plánoval uskutečnit aliju, ale zahynul během holocaustu. Sionistický vůdce Menachem Usiškin napsal, že „Mince, kterou dítě přispěje nebo získá na odkoupení pozemků, není důležitá sama o sobě; není to ono dítě, které dává Keren kajemet, ale spíše fond, který dává dítěti oporu a vznešené ideály po všechny dny jeho života.“
Pokladničky ŽNF měly různou řadu tvarů a velikostí. Některé se vyráběly skládací v podobě ploché obálky (vešlo se však do nich pouze malé množství mincí), některé americké pokladničky byly válcovité, německé zase byly vyráběny z plechu a vytvarované do podoby vázané knihy. ŽNF měl také tzv. Zlatou knihu, do níž byla zapisována jména velkých dárců.
V Izraeli byly vydány známky znázorňující modrou pokladničku v letech 1983, 1991 a 1993.

### Po vyhlášení nezávislosti

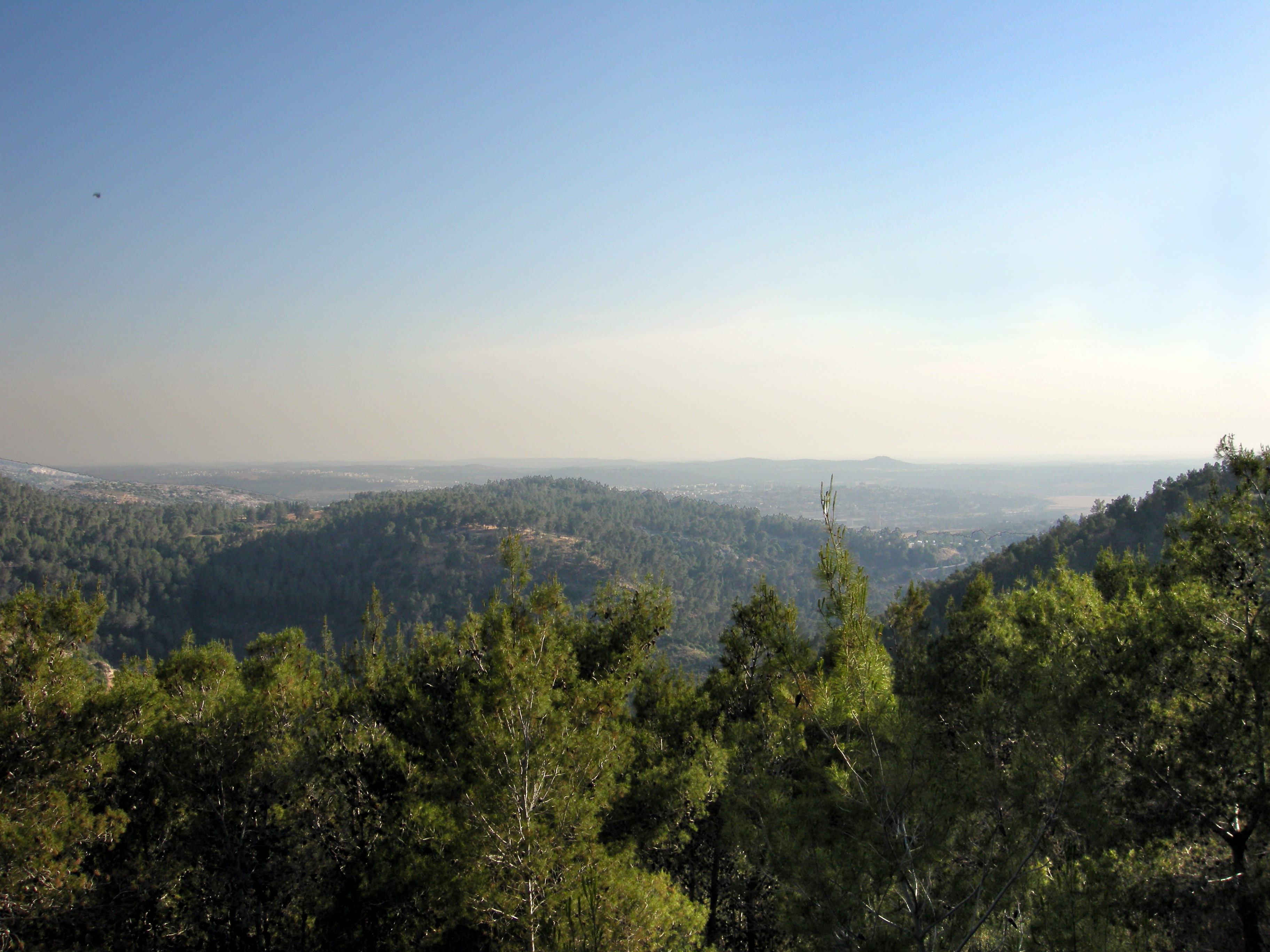
Les Mučedníků vysázený v okolí Jeruzaléma je příkladem zalesňování v 50. letech. Zároveň je památníkem obětí holocaustu.

Po vyhlášení izraelské nezávislosti v roce 1948 proběhla debata ohledně budoucnosti ŽNF. Izraelská vláda jej chtěla původně rozpustit, ale poté co Valné shromáždění OSN schválilo rezoluci číslo 194 vyzývající, aby byl arabským uprchlíkům umožněn návrat zpět do svých domovů, byl ŽNF spatřován jako mechanismus, jak by mohla být půda, dříve vlastněná a opuštěná Araby, legálně odkoupena Židy. Opuštěnou půdu někdejších arabských vlastníků proto začala prodávat ŽNF. K 27. lednu 1949 bylo prodáno 1000 km2 této půdy (z celkových 3500 km2) ŽNF za cenu 11 milionů izraelských liber. Dalších 1000 km2 bylo ŽNF prodáno v říjnu 1950. V následujících desetiletích se o legitimnosti těchto transakcí opakovaně diskutovalo; izraelská legislativa však obecně potvrzuje nárok ŽNF na tuto půdu. V roce 1953 se ŽNF rozpustil a reorganizoval v izraelskou společnost. V roce 1960 byla správa pozemků vlastněných ŽNF, kromě zalesněných oblastí, převedena na nově vzniklou vládní agenturu Izraelská pozemková správa (ILA, z anglického Israel Land Authority), vládní agenturu, zodpovědnou za správu 93 % území Izraele. ŽNF získal právo nominovat 10 z 22 ředitelů ILA, čímž v rámci této vládní agentury získal významný vliv. Od 70. let začal ŽNF zpřístupňovat jím vysázené lesy veřejnosti.
V roce 1996 byl americký ŽNF obviněn ze špatného hospodaření s fondy. Podle těchto obvinění se pouze 21 % ze všech darů vybraných ve Spojených státech dostalo do Izraele a peníze měly namísto toho být odkláněny do latinskoamerických kanceláří ŽNF. V důsledku tohoto skandálu bylo vedení severoamerického ŽNF nuceno rezignovat.